# James Anderson de Hermiston
James Anderson de Hermiston (Long Hermiston, Midlothian, 1739–West Ham, Essex, 1808). Agrónomo, periodista y economista escocés. Miembro de la Edinburgh Philosophical Society, Anderson fue una prominente figura de la Ilustración escocesa. 

## Primeros años
Anderson nació en Long Hermiston (Midlothian) y estudió en la Escuela y la Universidad de Ratho Edimburgo. A la edad de quince años, después de la muerte de sus padres, se hizo cargo de la explotación de la finca, que su familia había ocupado durante varias generaciones.
En 1768, Anderson se casó con Margaret Seton (fallecida en 1788) y se hizo cargo de la gestión de una granja en Aberdeenshire de 1300 acres (5,3 km²). Tuvieron trece hijos.

## Teórico de la economía
Algunos historiadores creen que Anderson era la fuente de la raíz de la crítica de Marx de la agricultura capitalista. En 1777, Anderson publicó una investigación en la naturaleza de las Leyes del Maíz en la que introdujo lo que se convertiría en la teoría de Malthus / ricardiana de la renta. En opinión de Marx, el modelo original de Anderson fue muy superior a la última variante ofrece la clásica economistas Thomas Malthus y David Ricardo, ya que puso especial énfasis en la posibilidad de continuar el mejoramiento agrícola.
El alquiler, Anderson argumentó, era una carga para el uso de la tierra más fértil. Los suelos menos fértiles en el cultivo genera un ingreso que sólo cubre los costos de producción, mientras que los suelos más fértiles recibió una prima de "seguro de un privilegio exclusivo para cultivarlas, que será mayor o menor de acuerdo a la fertilidad, más o menos de la . del suelo, es la prima que constituye lo que ahora llamamos renta, un medio mediante el cual se puede realizar el expensas (sic) de cultivo de los suelos de diferentes grados de disminución de la fertilidad a una calidad perfecta ". Para Malthus y Ricardo esta renta diferencial se obtienen de la productividad natural del suelo, aparte de la influencia humana. Anderson, sin embargo, insistió en que la mejora continua de la tierra era posible y que la productividad de los suelos menos fértiles podrían subir hasta un punto que se ha aproximado mucho más a la de la tierra más fértil, pero también que lo contrario era cierto, y podrían los seres humanos degradan el suelo. Cuando surgen problemas de fertilidad en la agricultura, para Anderson se trataba de una consecuencia de la falta de adopción de prácticas agrícolas racionales y sostenibles. Sostuvo que desde la tierra en Inglaterra fue cultivado por los agricultores capitalistas, esto plantea obstáculos a la agricultura racional, ya que el agricultor tiende a evitar todas las mejoras, el retorno total para el cual no se recibieron durante la duración del contrato de arrendamiento.
La crítica de Marx de la agricultura capitalista se basó en el análisis de Anderson e insistió en que la fertilidad del suelo era una cuestión histórica, y que podría mejorar la fertilidad o rechazar. La irracionalidad de la agricultura capitalista, según él, estaba vinculada con el antagonismo general de la ciudad y el país fuera de las cuales la sociedad burguesa se había planteado.

## Periodista
En 1783, Anderson se estableció en Edimburgo. En 1791 empezó una publicación semanal llamada The Bee, que fue escrito en gran parte por sí mismo, y de los cuales 18 volúmenes fueron publicados. En 1797 empezó a residir en Isleworth, y desde 1799 hasta 1802 se produjo una publicación mensual, Recreaciones de la Agricultura, Ciencias Naturales, Arte y Literatura Varios. También fue el autor de muchos folletos sobre temas agrícolas y económicos, en virtud de numerosos alias, entre ellos Agrícola, Germánico, y Hairbrain Timoteo. Una de sus primeras publicaciones fue un tratado práctico de Chimeneas (1776). Él era un amigo de Jeremy Bentham, y que participan en la idea de este último de una prisión ideal o panóptico. Anderson también se correspondía con George Washington.

## Inventor
El ingeniero James responsable de la construcción de algunos de los barcos primer canal verde Ascensores atribuye su invención al Dr. James Anderson.
Recibió, 1780, una LLD (doctorado honorario en leyes) de la Universidad de Aberdeen.
- Datos: Q617109
- Multimedia: James Anderson (agriculturist) / Q617109